# Synchytrium endobioticum
Synchytrium endobioticum es un hongo del grupo de los quitidriomicetos perteneciente a la familia Synchytriaceae. Se trata de un patógeno de plantas que ataca a órganos subterráneos, tubérculos, de las patatas: la enfermedad que produce se denomina verruga negra de la papa. S. endobioticum procede de la región andina de Sudamérica, si bien ahora se distribuye por todo el mundo, de acuerdo a los cultivos de patata, salvo en África tropical, Oriente Medio, la mayor parte de Canadá, Japón y Australia.

## Sistemática
En la taxonomía antigua, S. endobioticum se consideraba perteneciente al subgénero Mesochytrium, aunque se ha sugerido que debería trasladarse al subgénero Microsynchytrium debido a su forma de germinación.
Se han descrito 18 patotipos, la mayoría de los cuales se circunscriben a zonas concretas de Europa central. El patotipo más extendido es el 1.

## Morfología y ciclo infectivo
Como otros hongos quitridios, S. endobioticum no desarrolla micelio. Estos hongos invernan en forma de esporas de resistencia o dentro de otras plantas, en forma de un talo de aspecto esférico o irregular. Dichas esporas de resistencia germinan y producen de una a muchas zoosporas cuando las condiciones son benignas, y dichas zoosporas infectan a las células vegetales, produciendo un talo, o a veces un zoosporangio, que ya ocasionan la infección. Se requiere una alta humedad ambiental para que la infección prospere.

## Curiosidades
La especie fue incluida en 2002 en la lista estadounidense de fitopatógenos de posible uso en bioterrorismo.